# Lijst van rijksmonumenten in Driehuis
De plaats Driehuis telt 31 inschrijvingen in het rijksmonumentenregister. Hieronder een overzicht.
| Object                                                    | Oorspronkelijke functie?  | Bouwjaar                                 | Architect                | Locatie                       | Coördinaten?                  | Nr.?   | Afbeelding                     |
| --------------------------------------------------------- | ------------------------- | ---------------------------------------- | ------------------------ | ----------------------------- | ----------------------------- | ------ | ------------------------------ |
| Boerderij Lievendaal                                      | Boerderij                 | 18e eeuw                                 |                          | Driehuizerkerkweg 11          | 52° 27' 21" NB, 4° 38' 33" OL | 37093  | Meer afbeeldingen              |
| Boerderij, laag gepleisterd huis, opkamer, zakgoot        | Boerderij                 | 18e eeuw                                 |                          | Driehuizerkerkweg 119         | 52° 26' 46" NB, 4° 38' 5" OL  | 37094  | Meer afbeeldingen              |
| Villa Westerveld                                          | Woonhuis                  | 1866                                     |                          | Duin- en Kruidbergerweg 14    | 52° 26' 40" NB, 4° 37' 52" OL | 462839 | Meer afbeeldingen              |
| Beeckestijn, kapelvormig tuinbaashuisje                   | Bijgebouwen kastelen enz. | 1770                                     |                          | P.C. Hooftlaan 93             | 52° 26' 53" NB, 4° 38' 36" OL | 506984 | Meer afbeeldingen              |
| Westerveld: crematoriumgebouw                             | Crematorium               | 1912                                     | M.A. Poel en P.L. Kramer | Duin- en Kruidbergerweg 2     | 52° 26' 42" NB, 4° 37' 51" OL | 520667 | Meer afbeeldingen              |
| Westerveld: ontvangstgebouw                               | Crematorium               | 1937-1941                                | W.M. Dudok               | Driehuizerkerkweg 138         | 52° 26' 43" NB, 4° 37' 59" OL | 520668 | Meer afbeeldingen              |
| Westerveld: tweede columbarium                            | Crematorium               | 1925-1926                                | W.M. Dudok               | Duin- en Kruidbergerweg bij 2 | 52° 26' 42" NB, 4° 37' 51" OL | 520669 | Meer afbeeldingen              |
| Westerveld: derde columbarium                             | Crematorium               | 1937-1939                                | W.M. Dudok               | Duin- en Kruidbergerweg 2     | 52° 26' 42" NB, 4° 37' 51" OL | 520670 | Meer afbeeldingen              |
| Westerveld: vierde columbarium                            | Crematorium               | 1938                                     | W.M. Dudok               | Duin- en Kruidbergerweg bij 2 | 52° 26' 42" NB, 4° 37' 51" OL | 520671 | Upload foto                    |
| Westerveld: vijfde columbarium                            | Crematorium               | 1952                                     | W.M. Dudok               | Duin- en Kruidbergerweg bij 2 | 52° 26' 42" NB, 4° 37' 51" OL | 520672 | Westerveld: vijfde columbarium |
| Westerveld: urnenveld                                     | Crematorium               | 1932                                     | W.M. Dudok               | Duin- en Kruidbergerweg bij 2 | 52° 26' 42" NB, 4° 37' 51" OL | 520673 | Meer afbeeldingen              |
| Westerveld: parkaanleg                                    | Begraafplaats en -onderdl | 1888-1890                                |                          | Duin- en Kruidbergerweg 6     | 52° 26' 43" NB, 4° 37' 55" OL | 520675 | Meer afbeeldingen              |
| Westerveld: graftombe J.W.H. van Wermeskerken             | Begraafplaats en -onderdl | 1937-1938                                |                          | Duin- en Kruidbergerweg bij 6 | 52° 26' 43" NB, 4° 37' 54" OL | 520676 | Meer afbeeldingen              |
| Westerveld: urnenmonument H.G. van Wijngaarden            | Begraafplaats en -onderdl | 1930                                     |                          | Duin- en Kruidbergerweg bij 6 | 52° 26' 43" NB, 4° 37' 54" OL | 520677 | Meer afbeeldingen              |
| Westerveld: urnenmonument familie Von Saher               | Begraafplaats en -onderdl | ca. 1920                                 | Hildo Krop               | Duin- en Kruidbergerweg bij 6 | 52° 26' 43" NB, 4° 37' 54" OL | 520678 | Meer afbeeldingen              |
| Westerveld: urnenmonument F.M. Wibaut                     | Begraafplaats en -onderdl | 1937                                     | Tjipke Visser            | Duin- en Kruidbergerweg bij 6 | 52° 26' 43" NB, 4° 37' 54" OL | 520679 | Meer afbeeldingen              |
| Westerveld: grafmonument Louise Hardenberg                | Begraafplaats en -onderdl | 1898                                     |                          | Duin- en Kruidbergerweg bij 6 | 52° 26' 43" NB, 4° 37' 54" OL | 520680 | Meer afbeeldingen              |
| Westerveld: grafmonument Anton Gerard van Hamel           | Begraafplaats en -onderdl | 1907-1908                                |                          | Duin- en Kruidbergerweg bij 6 | 52° 26' 43" NB, 4° 37' 54" OL | 520681 | Meer afbeeldingen              |
| Westerveld: grafmonument Carel Steven Adama van Scheltema | Begraafplaats en -onderdl | 1927                                     | Tjipke Visser            | Duin- en Kruidbergerweg bij 6 | 52° 26' 43" NB, 4° 37' 54" OL | 520682 | Meer afbeeldingen              |
| Westerveld: urnenmonument Anthony Fokker                  | Begraafplaats en -onderdl | 1941                                     |                          | Duin- en Kruidbergerweg bij 6 | 52° 26' 43" NB, 4° 37' 54" OL | 520683 | Meer afbeeldingen              |
| Westerveld: urnenmonument Jacoba van Heemskerck           | Begraafplaats en -onderdl | 1936-1937                                |                          | Duin- en Kruidbergerweg bij 6 | 52° 26' 43" NB, 4° 37' 54" OL | 520684 | Meer afbeeldingen              |
| Westerveld: urnenmonument familie Westerman               | Begraafplaats en -onderdl | 1935                                     |                          | Duin- en Kruidbergerweg bij 6 | 52° 26' 43" NB, 4° 37' 54" OL | 520685 | Meer afbeeldingen              |
| Westerveld: familiegraf Van Tienhoven                     | Begraafplaats en -onderdl | 1906                                     |                          | Duin- en Kruidbergerweg bij 6 | 52° 26' 43" NB, 4° 37' 54" OL | 520686 | Meer afbeeldingen              |
| Westerveld: grafmonument W. Sonneveld                     | Begraafplaats en -onderdl | 1926                                     |                          | Duin- en Kruidbergerweg 6     | 52° 26' 43" NB, 4° 37' 54" OL | 520687 | Meer afbeeldingen              |
| Landhuis Schoonenberg                                     | Kasteel, buitenplaats     | 1860                                     |                          | Driehuizerkerkweg 2           | 52° 27' 11" NB, 4° 38' 19" OL | 512235 | Meer afbeeldingen              |
| Schoonenberg, tuin en park                                | Tuin, park en plantsoen   | 1720                                     |                          | Driehuizerkerkweg bij 2       | 52° 27' 11" NB, 4° 38' 19" OL | 512265 | Meer afbeeldingen              |
| Schoonenberg, hek                                         | Bijgebouwen kastelen enz. |                                          |                          | Driehuizerkerkweg bij 2       | 52° 27' 11" NB, 4° 38' 19" OL | 512266 | Upload foto                    |
| Schoonenberg, hekpijlers                                  | Tuin, park en plantsoen   |                                          |                          | Driehuizerkerkweg bij 2       | 52° 27' 11" NB, 4° 38' 19" OL | 512458 | Meer afbeeldingen              |
| Terrein waarin bewoningssporen                            | Archeologisch monument    | Laat-Neolithicum tot en met de IJzertijd |                          |                               | 52° 26' 51" NB, 4° 38' 51" OL | 527214 | Terrein waarin bewoningssporen |